# 1937 en basket-ball
Chronologie du basket-ball
1936 en basket-ball - 1937 en basket-ball - 1938 en basket-ball
Les faits marquants de l'année 1937 en basket-ball :

## Mai
- 2 au 7 mai, championnat d'Europe masculin : Lituanie.

## Récapitulatifs des principaux vainqueurs de compétitions 1936-1937

### Masculins
| Europe - France : CA Mulhouse. - Grèce : Université d’Athènes. - Italie : Borletti Milan. - URSS : MBK Dynamo Moscou. | Amériques | Afrique, Asie, Océanie |

### Féminines
| Europe - Première édition du championnat de France féminin : CA Mulhouse. - Italie : Ambrosiana Milano. | Amériques | Afrique, Asie, Océanie |